# Helionidia rubra
Helionidia rubra är en insektsart som beskrevs av Irena Dworakowska 1980. Helionidia rubra ingår i släktet Helionidia och familjen dvärgstritar. Inga underarter finns listade i Catalogue of Life.